# Новоильмовское сельское поселение (Дрожжановский район)
Новоильмовское се́льское поселе́ние — муниципальное образование в Дрожжановском районе Татарстана Российской Федерации.
Административный центр — село Новое Ильмово.

## История
Статус и границы сельского поселения установлены Законом Республики Татарстан от 31 января 2005 года № 21-ЗРТ «Об установлении границ территорий и статусе муниципального образования "Дрожжановский муниципальный район" и муниципальных образований в его составе».

## Население
| 2002  | 2010  | 2011  | 2012  | 2013  | 2014  | 2015  |
| ----- | ----- | ----- | ----- | ----- | ----- | ----- |
| 1211  | ↘1163 | ↘1159 | ↘1136 | ↘1124 | ↘1092 | ↘1064 |
| 2016  | 2017  | 2018  |       |       |       |       |
| ↘1054 | ↘1038 | ↘1017 |       |       |       |       |

## Состав сельского поселения
| № | Населённый пункт | Тип населённого пункта       | Население |
| - | ---------------- | ---------------------------- | --------- |
| 1 | Новое Ильмово    | село, административный центр | 788       |
| 2 | Новые Чукалы     | село                         | 422       |